# PSYCHIC FILE III
『PSYCHIC FILE III』は、日本のダンス&ボーカルグループ・PSYCHIC FEVER from EXILE TRIBEの3枚目のオリジナルEPである。前作『PSYCHIC FILE II』から約1年ぶりの新作で、ワーナー・ミュージック・グループ傘下のレーベル10K Projectsに移籍後初のリリース作品となった。
全収録曲は新規書き下ろしの4曲で構成され、グループの音楽性に新たなアプローチを示す意欲作となっている。

## 制作背景
本作は前作『PSYCHIC FILE II』のリリース後に展開したグローバル活動を経て制作された。PSYCHIC FEVERは2024年に初のアジア単独ツアー、2025年2月には初のアメリカツアーを成功させており、メンバーは「グローバルな活動を通じてグループの色や個性がより濃くなった」と語っている。
本作はそうした経験を反映し、ワーナーミュージック・ジャパンおよび米国10K Projectsとのグローバル契約後初の作品として、より国際的な視点で制作された。
先行配信曲「Gelato」は、“初夏のサマーチューン”として従来の“PSYFE印”のヒップホップ路線から雰囲気を一新し、メンバーの柔らかく甘いボーカルで恋の熱い想いを表現した楽曲となっている。
ジャケット写真およびアーティスト写真は“TOKYO PREDAWN”をテーマに据えており、静寂な夜明け前の都会を背景にモード・ストリート・ヒップホップが融合したスタイリングでグループの新たな魅力を表現している。

## 収録曲
1. Reflection
  - 表題曲
2. Gelato
  - 先行配信曲
3. Evolve
  - グループのライブツアー「EVOLVE」題材曲）[7]
4. Promise